# Wurzleiten
Wurzleiten är en bergstopp i Österrike.   Den ligger i distriktet Liezen och förbundslandet Steiermark, i den centrala delen av landet, 170 km sydväst om huvudstaden Wien. Toppen på Wurzleiten är 1 790 meter över havet.
Terrängen runt Wurzleiten är huvudsakligen bergig, men åt sydväst är den kuperad. Närmaste större samhälle är Rottenmann, 7,5 km norr om Wurzleiten. 
I omgivningarna runt Wurzleiten växer i huvudsak blandskog. Runt Wurzleiten är det ganska glesbefolkat, med 42 invånare per kvadratkilometer.